# Noémie Scize
Noémie Scize (Parigi, 23 aprile 1891 – Èze, 12 marzo 1971) è stata un'attrice francese del periodo del cinema muto durante gli anni venti.

## Biografia
Si sa molto poco di lei a parte che prese parte come attrice in una dozzina di film, metà dei quali con Jacques de Baroncelli, girati tra il 1921 e il 1924.
Potrebbe essere stata la prima moglie di Michel-Joseph Piot, il cui vero nome era Léonie Maria Basset, la quale venne indicata come "artista drammatica" nell'atto di matrimonio del 29 agosto 1918. Se questa ipotesi fosse vera allora Noemie Scize sarebbe nata il 23 aprile 1891 a Parigi e sarebbe quindi la figlia dello scultore Urbain Basset (1842-1924).

## Filmografia
- El Dorado, regia di Marcel L'Herbier (1921)
- La femme de nulle part, regia di Louis Delluc (1921)
- Febbre, regia di Louis Delluc (1921)
- Le père Goriot, regia di Jacques de Baroncelli (1921)
- Don Juan et Faust, regia di Marcel L'Herbier (1922)
- Roger la Honte, regia di Jacques de Baroncelli (1922)
- The Legend of Sister Beatrix, regia di Jacques de Baroncelli (1923)
- Le Cousin Pons, regia di Jacques Robert (1923)
- Résurrection, regia di Marcel L'Herbier (1923)
- Pêcheur d'Islande, regia di Jacques de Baroncelli[8] (1924)
- La flambée des rêves, regia di Jacques de Baroncelli (1924)
- Nêne, regia di Jacques de Baroncelli[8] (1924)